# アハメド・ジャワシ
アハメド・ジャワシ（Ahmed Jaouachi、1975年7月13日 - ）は、チュニジアの元サッカー選手。元チュニジア代表。ポジションはゴールキーパー。

## 来歴
2001年に親善試合でチュニジア代表デビュー。出場機会は無かったが、アフリカネイションズカップ2002、2002 FIFAワールドカップのメンバーにも選ばれた。

## 代表歴

### 出場大会
- チュニジア代表
  - 2002 FIFAワールドカップ

### 試合数
- 国際Aマッチ 1試合 0得点（2001年）[1]

| チュニジア代表 | 国際Aマッチ | 国際Aマッチ |
| 年             | 出場        | 得点        |
| -------------- | ----------- | ----------- |
| 2001           | 2           | 0           |
| 通算           | 2           | 0           |